# Каюров Юрій Іванович
Юрій Іванович Каюров (рос. Юрий Иванович Каюров; *30 вересня 1927, м. Череповець, Вологодська область, РРФСР) — радянський і російський актор театру і кіно. Народний артист РРФСР (1979). Лауреат Державної премії СРСР (1983).

## Біографічні відомості
Народився 30 вересня 1927 р. Закінчив Ленінградський театральний інститут (1952). Грав у Саратівському театрі ім. К.Маркса. З 1967 р. — у Московському Малому театрі.
Виконавець ролі В. І. Леніна у стрічках: «На початку століття» (1961), «Шосте липня» (1968), «Кут падіння» (1970), Ленін в Парижі» (1981).
Знявся в українських кінокартинах: «Сумка, повна сердець» (1964) «Поштовий роман» (1970, В.І.Ленін), «Довгі проводи» (1971), «Мене чекають на землі» (1976), «В Криму не завжди літо» (1987).